# 1-й фронт (Япония)
Первый фронт (яп. 第1方面軍 Дай-ити хо:мэнгун) — группировка сухопутных войск японской императорской армии, действовавшая в северной части Маньчжоу-го с 1942 по 1945 годы.
1-й фронт был сформирован в рамках Квантунской армии 4 июля 1942 года в качестве структуры, ответственной за поддержание порядка в северной части Маньчжоу-го, а также как военный резерв. Необходимость его создания была вызвана тем, что многие боевые части Квантунской армии были перебазированы на другие театры военных действий. Части, входившие во фронт, были укомплектованы слабо подготовленными резервистами, молодыми призывниками либо бойцами территориального ополчения, не имевшими нормального оружия и снаряжения. Штаб-квартира 1-го фронта размещалась в Дуньхуа (на территории современного Яньбянь-Корейского автономного округа в северокитайской провинции Гирин).
Организационно в состав 1-го фронта входили 3-я армия, 5-я армия, 122-я, 134-я и 139-я пехотные дивизии.
Во время Маньчжурской операции Советской армии 1945 года части 1-го фронта, не могли оказать нормального сопротивления наступающим советским войскам, и массами бежали либо сдавались в плен.

## Список командного состава

### Командующие
|   | Имя                               | С                | По               |
| - | --------------------------------- | ---------------- | ---------------- |
| 1 | Генерал-лейтенант Томоюки Ямасита | 1 июля 1942      | 26 сентября 1944 |
| 2 | Генерал-лейтенант Сэйити Кита     | 26 сентября 1944 | 15 августа 1945  |

### Начальники штаба
|   | Имя                          | С               | По              |
| - | ---------------------------- | --------------- | --------------- |
| 1 | Генерал-майор Кицудзю Аябэ   | 1 июля 1942     | 7 декабря 1942  |
| 2 | Генерал-майор Цунамаса Сидэи | 7 декабря 1942  | 16 октября 1944 |
| 3 | Генерал-майор Тадао Тэрагаки | 16 октября 1944 | 1 апреля 1945   |
| 4 | Генерал-майор Рёдзо Сакураи  | 1 апреля 1945   | 15 августа 1945 |